# 阿波橘站
阿波橘站（日语：／ Awa-tachibana eki */?）是一位於日本德島縣阿南市津乃峰町東分、隸屬於四國旅客鐵道（JR四國）的鐵路車站。車站編號為M14。本站除停靠普通列車外，2班特急「室戶」亦會在此站停車。附近以民居為主。

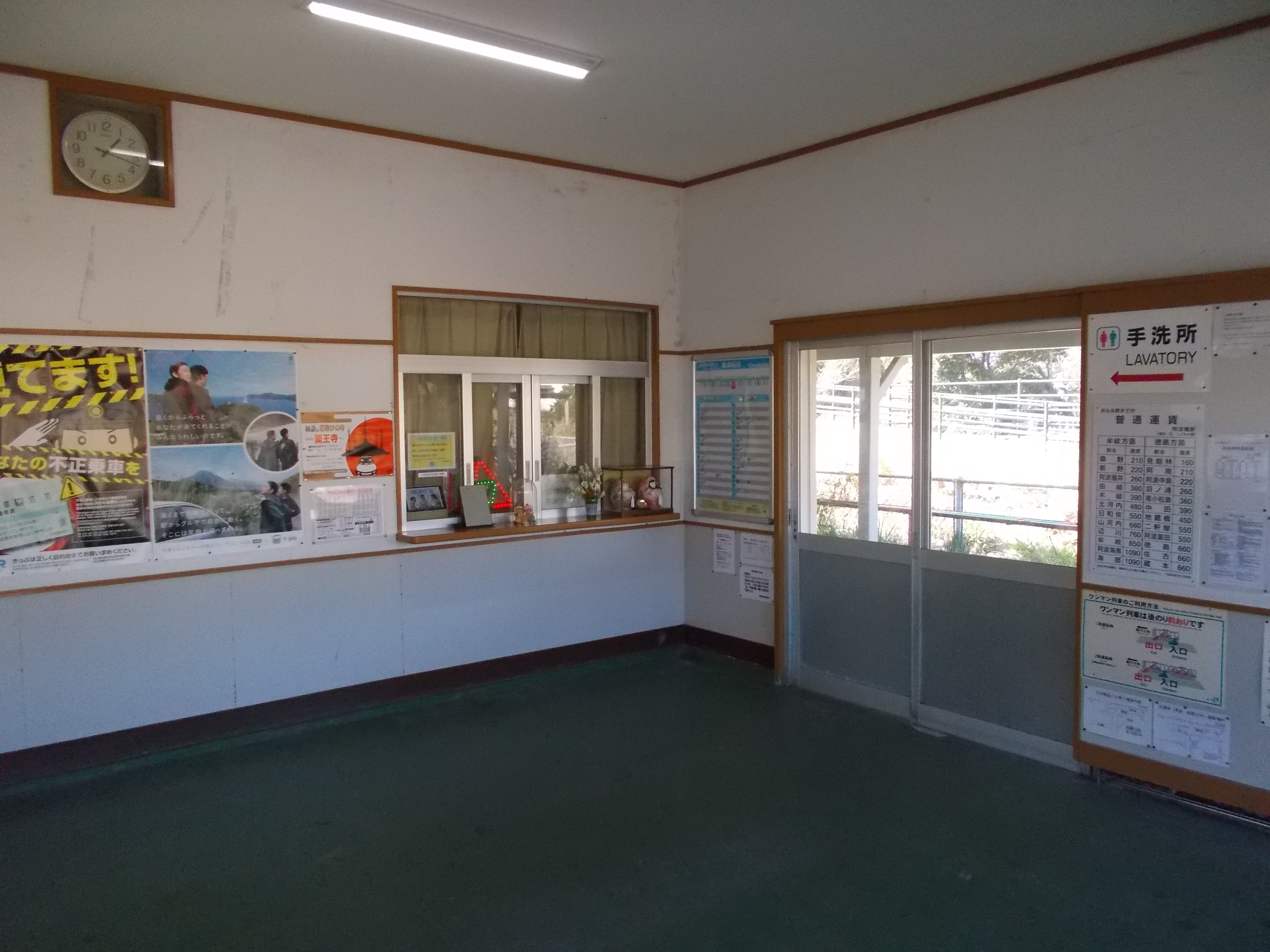
車站內部(2019年1月)

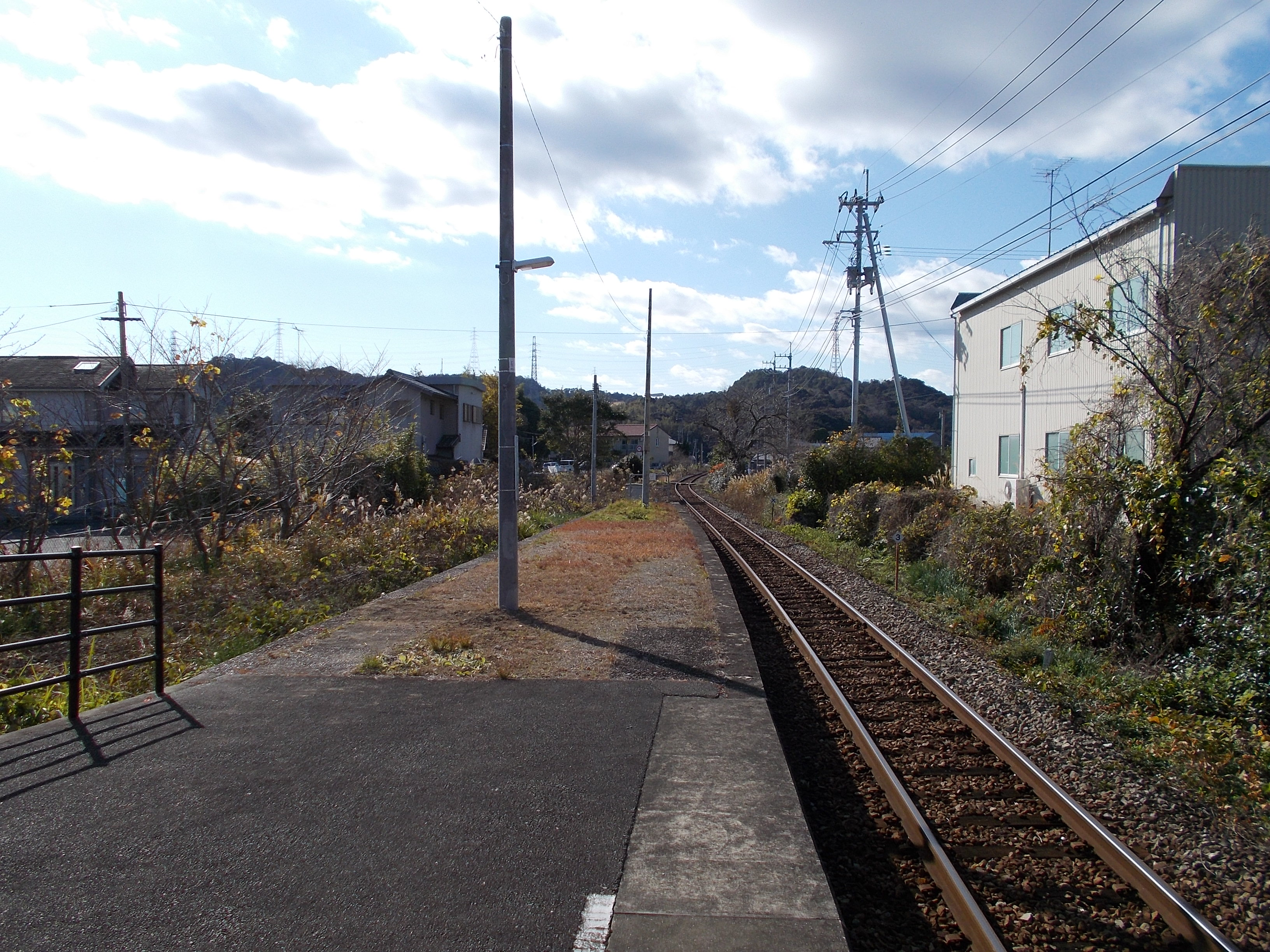
月台(2019年1月)

## 車站結構
現有木製單層站舍1座，內有候車大堂、站務室。洗手間設於出閘口外。整體佈置簡單。
本站月台和附近數個車站的情況相近，從月台上的有蓋候車亭設計，月台和站舍相隔一段距離，以及其他環境的證據，可以看到本站原來是擁有島式月台1個，可提供1面2線的配置，但站舍一邊的路軌已被拆去，改成為花圃。現時變為列車不能交換的側式月台1個，有效長度為4輛。因應月台改善工程，除將其中2節列車長度加高外，亦在已拆路軌的地基上增加了斜道通道。
列車靠站時，下行往牟岐站方向為左側上落，上行往德島站方向為右側上落。

### 月台配置
| 路線    | 方向     | 目的地             |
| ------- | -------- | ------------------ |
| ■牟岐線 | （上行） | 德島方向           |
| ■牟岐線 | （下行） | 牟岐、阿波海南方向 |

## 歷史
- 1936年3月27日：開業。
- 1987年4月1日：日本國鐵分割民營化，車站的營運由JR四國繼承。

## 相鄰車站
四國旅客鐵道（JR四國）
■牟岐線
■普通
見能林（M13）－阿波橘（M14）－桑野（M15）

## 外部連結
- JR四國阿波橘站 （页面存档备份，存于）